# ISO 3779
Позначення: ISO 3779:2009
Назва (офіційними мовами ISO):
- англ. Road vehicles. Vehicle identification number (VIN). Content and structure
- фр. Véhicules routiers. Numéro d'identification des véhicules (VIN). Contenu et structure
- рос. Транспорт дорожный. Идентификационный номер автомобилей (VIN). Содержание и структура

Переклад назви українською:
- укр. Дорожні транспортні засоби. Ідентифікаційний номер транспортного засобу (VIN). Зміст та структура

Стандарт видано трьома мовами, які для ISO є офіційними: англійською, французькою та російською.
Цей міжнародний стандарт встановлює вимоги до змісту і структури ідентифікаційного номера транспортного засобу з метою встановлення єдиної нумераційної системи ідентифікації дорожніх транспортних засобів на міжнародному рівні. Стандарт розроблений та запроваджений Міжнародною Організацією зі Стандартизації — ІСО (англ. International Organization for Standardization — ISO).

## Галузь застосування
Стандарт застосовується для маркування механічних транспортних засобів, причіпних транспортних засобів, мотоциклів та мопедів, визначення яких подані в ISO 3833, з метою їх однозначної ідентифікації.

## Основні вимоги
Стандарт встановлює вимоги до трьох складових частин VIN-коду — міжнародного коду виробника (англ. World Manufacturer Identifier  - WMI), описової частини ідентифікаційного номера транспортного засобу (англ. Vehicle Description Section - VDS) та до розпізнавальної частини ідентифікаційного номера транспортного засобу (англ. Vehicle Indicator Section - VIS). Детально ознайомитися із вимогами стандарту будь-якою з офіційних мов можна, скориставшись наведеним нижче зовнішнім посиланням. Окремі вимоги стандарту подано в описі ідентифікаційного номера транспортного засобу.

## Національні відповідники
В Україні діє Державний стандарт України ДСТУ 3525-97 Засоби транспортні дорожні. Маркування, вимоги якого гармонізовано з вимогами міжнародного стандарту ISO 3779:2009, і який є частково відповідником цього міжнародного стандарту.